# Teresa Choquehuanca
María Teresa Choquehuanca (~1745-1805) est une femme noble de Muñani (es), près du lac Titicaca. Fille d'une puissante famille, elle s'enrichit grâce à l'industrie textile et au commerce. Après la Révolte de Túpac Amaru II, elle devient cacique et gouverneuse en 1794 grâce à sa fidélité au roi d'Espagne. Toutefois, après cinq ans, ses sujets mécontents obtiennent sa démission.

## Biographie
Teresa Choquehuanca naît vers le milieu des années 1740. Elle est la fille de Diego Choquehuanca, un chef de la famille qui règne à Azángaro (es) depuis l'empire inca, et de Melchora Bejar y Vega. Elle et sa fratrie grandissent dans une maison luxueuse, où elle dispose de sa propre chambre à coucher. Elle devient la seconde de son père dans l'administration des affaires locales. Jeune adulte, elle acquiert la propriété d'un obraje (es), une petite manufacture textile. Afin de faire venir des travailleuses dans son usine, elle se marie à Domingo de Irastorza, un homme de la Biscaye, en lui versant 3000 pesos de dot. En plus du textile, le couple s'engage aussi dans le commerce de produits espagnols dans la province d'El Collao, en profitant du système appelé repartimiento de mercancías (es) qui obligeait la population à payer l'achat de certains biens imposés. Le mari meurt en 1761, et Choquehuanca continue les affaires en tant que veuve.
En 1762, Choquehuanca comparaît au tribunal, accusée d'avoir construit un extension de sa manufacture sur des terres ne lui appartenant pas. Son père la soutient, contribuant à la mauvaise réputation de la famille parmi la population, qui lui reproche par exemple de faire payer des impôts aux garçons dès douze ans. Dans les années 1770, Teresa Choquehuanca devient si riche en pièces d'or et d'argent que son propre père lui demande des emprunts.
Durant la Révolte de Túpac Amaru II, la famille Choquehuanca prend la fuite vers Sorata et plusieurs d'entre eux sont tués. Leurs biens sont pris par des rebelles, dont Gregoria Apaza. Une fois Sorata tombée, Teresa Choquehuanca est emprisonnée à Ilabaya (es), mais s'échappe et se réfugie à Copacabana. 
Une fois la révolte matée, Choquehuanca envoit à la cour royale un dossier complet sur sa foi chrétienne et sa loyauté à la couronne espagnole. Elle parvient à ses fins et est nommée cacique en 1794. Elle reste en poste pendant cinq ans. En octobre 1797, des porte-paroles des indios de Muñani (es) envoient quatre demandes à la Real Audiencia del Cuzco (es) pour faire démettre Teresa Choquehuanca de ses fonctions et la remplacer par son neveu Manuel. Ils argumentent que ses capacités ne sont pas à la hauteur de ses fonctions, en partie parce qu’elle est une femme. Elle se défend avec rage en les accusant de fomenter une nouvelle rébellion, mais, étant déjà dans une position délicate à cause de la crise économique et des nouvelles taxes, elle finit par accepter de se retirer. Elle lègue les dettes à son neveu, et se retire dans son domaine à Muñani. Elle meurt en 1805.